# Aperantia
Aperantia (en griego antiguo, Ἀπεράντεια, Ἀπεραντία) fue un pueblo y distrito del nordeste de la antigua Etolia, al sur de Dolopia, habitada por los agreos (Etolios). El pueblo parece haberse situado en la confluencia de los ríos Petitarus y el río Aqueloo, en la moderna villa de Preventza, que podría ser una corrupción del antiguo nombre, y donde William Martin Leake descubrió algunas ruinas helénicas en el siglo XIX. Filipo V de Macedonia sometió Aperantia, pero los etolios la conquistaron junto con Anfiloquía el 189 a. C. Aperantia es mencionada de nuevo en el 169 a. C en la expedición de Perseo de Macedonia contra Estrato. 
Su sitio es tratado por los modernos estudiosos como no localizado.